# Cetatea (okręg Gorj)
Cetatea – wieś w Rumunii, w okręgu Gorj, w gminie Căpreni. W 2011 roku liczyła 202 mieszkańców.